# 許拉偏蒴蘚
許拉偏蒴蘚（学名：Ectropothecium ohosimense）为灰蘚科偏蒴蘚屬下的一个种。

## 扩展阅读
- 維基物種上的相關：許拉偏蒴蘚